# Budget-Label
Budget-Label bezeichnet eine Art von Plattenlabels, die sich darauf spezialisieren, Coverversionen gerade aktueller Hits herauszubringen. Dabei werden die Interpreten, die die Hits covern, nur geringfügig oder gar nicht genannt. Die Platten werden – vor allem um die ärmeren Käufer anzusprechen – billiger verkauft. Die Coverversionen werden häufig „Soundalikes“ (deutsch: „ähnlich Klingende“) genannt.
Heutzutage sind Budget-Labels nicht mehr üblich, während vor allem auf dem Schallplattenmarkt in den USA der 1950er- und 1960er-Jahre einige solcher Labels existierten. Auch ganze Tonträgerunternehmen spezialisierten sich auf diesen Bereich.

## Beispiele
- Bell Records
- Dixie Records aus Tennessee
- Hit Records / Country & Western Hits Records aus Nashville
- Record-O-Mail Company aus Newark (New Jersey)
- die Rite Record Productions und ihre Labels aus Ohio
- Tops Music Enterprises aus Los Angeles, Kalifornien
- Twin Hits Records / Operators Records aus New York City
- die Waldorf Record Corp. aus New Jersey